# 古江町 (池田市)
古江町（ふるえちょう）は、大阪府池田市にある地名である。丁番をもたない単独町名である。郵便番号は 563-0015 である。当地域の人口は、2017年12月末時点で 943 人である（池田市市民生活部総合窓口課の資料による）。面積は、2018年3月末時点で 0.823 平方キロメートルである（池田市市長公室広聴文書課の資料による）。

## 地理
池田市の北西部に位置する。北は、兵庫県川西市と接しており、北東は、吉田町と接している。東は、東山町、中川原町と、南東は、木部町と接しており、西は、川西市と接している。
当地域は三角形に近い形をしている。当地域の南西端部を、猪名川が南東流しており、同河川沿いを国道173号が通っている。当地域の南東端部を、余野川が南西流しており、古江橋が架橋されている。当地域の南端付近で、猪名川と余野川が合流している。当地域内には、東山町、中川原町の飛び地がある。当地域は、池田市立ほそごう学園の校区に含まれる。

## 歴史
古墳時代には、古江古墳が築造されている。1042年（長久3年）の『摂州細川荘大絵図』によると、平安時代には既に、細川荘という荘園の中に古江の集落が存在していた。江戸時代には摂津国豊島郡古江村として存在していた。江戸期以降、植木の栽培で知られ、とりわけウメの栽培が多く行われている。生産された植木は、大坂の天満の植木商へ送られた。1871年（明治4年）、古江村が大阪府の所属となる。1889年（明治22年）、古江村が細河村古江となる。
1896年（明治29年）の台風による被害を受けており、復興を祈念する水害記念碑が、1898年（明治31年）に建立されている。1931年（昭和6年）、橋本久太郎翁之碑が建立される。1935年（昭和10年）、細河村古江が池田町古江となる。1939年（昭和14年）、池田町古江が池田市古江となる。1944年（昭和19年）、池田市古江が池田市古江町となる。1972年（昭和47年）、一部が伏尾台一丁目に編入される。1973年（昭和48年）、解放会館が開設される。
1975年（昭和50年）4月、池田市立古江保育所が開設される。1977年（昭和52年）3月31日、無二寺の石造宝篋印塔が、府の指定文化財（有形文化財）に指定される。1978年（昭和53年）、一部が伏尾台一丁目に編入される。1979年（昭和54年）、一部が伏尾台二丁目に編入される。1981年（昭和56年）、古江浄水場の全部が完成される。2002年（平成14年）、解放会館が人権文化交流センターに改称される。2004年（平成16年）4月、地域子育て支援拠点「ホップくん」が古江保育所内に設置される。2013年（平成25年）、人権文化交流センターがリニューアルして開設され、「ふらっとイケダ」という愛称が付けられた。

## 経済

### 産業
店・企業
- セブン‐イレブン 池田古江町[20]
- 丸亀製麺 池田 - 2019年（令和元年）7月2日、開店される[21]。

## 地域

### 施設
- 児童館[3]
- 古江浄水場[3]
- 古江保育所[3]
- 特別養護老人ホーム 古江台ホール[3]
- 人権文化交流センター[3]
- 池田市人権協会[22] - 池田市における同和問題の解決のための施策をはじめ人権施策を実施するとともに池田市が行う人権行政に協力し、差別のない人権尊重のコミュニティの実現に寄与することを目的とする[22]。
- 古江公園[23]
- 古江南公園[23]
- 古江寺山公園[23]
- つづみ公園[23]

## 出身・ゆかりのある人物
- 森秀次（部落解放運動家、衆議院議員、大阪府会議員、会社役員） - 被差別部落出身ではじめて代議士となった人物である[24]。和泉国の南王子村生まれ、古江村・森家の養子[24]。